# Jag Panzer
Jag Panzer é uma banda estadunidense de heavy metal e power metal formada no início dos anos 80. 

## História
No início dos anos 80 Harry Conklin, John Tetley, Mark Briody e Rick Hilyard, que estudavam na mesma escola, decidiram formar uma banda. 
Inicialmente a banda chamava-se Tyrant e foi-se tornando conhecida por tocar originais e alguns covers de Judas Priest, Iron Maiden, Black Sabbath e Rainbow. 
Em Maio de 1981 a banda gravou a primeira demo Tower of Darkness, que continha 4 faixas. Cinco meses depois voltaram ao estúdio para gravar mais 8 faixas. Esta demo chamou a atenção de Andrew Banks, que se disponibilizou a levar algum material dos Jag Panzer para Los Angeles, onde existiam várias gravadoras independentes. 
Azra Records e Metal Blade Records ficaram bastante impressionadas com a banda. A má noticia era que já existia uma banda Tyrant na Califórnia, por isso eles teriam de mudar o nome. Jag Panzer foi inspirado num livro chamado Jagdpanzer. Como era difícil de pronunciar, a banda retirou o d. Pouco depois a banda assinou com a Azra Records. 
Em 1982 a banda começou a gravar nos Startsong Studios. No ano seguinte a banda mudou-se para Los Angeles, mas com pouco equipamento, com um som pouco comercial e sem nenhum material gravado, a banda não deu um único concerto. Joey Tafolla foi contratado pela banda como segundo guitarrista.
Em 1983 é lançado o EP Tyrants. Pouco depois a banda mudou-se para Colorado e começa a trabalhar no primeiro álbum. Ample Destruction foi apresentado em 1984. 
O baterista Rick Hilyard deixa a banda nos finais de 84 e é substituído por Reynold 'Butch' Carlson.
O vocalista Harry Conklin deixa a banda para se juntar a Riot. Tafolla e Carlson desistem do projecto e começam a trabalhar no álbum a solo de Tafolla. Briody e Tetley começam a procurar novos membros. Christian Lesegue torna-se no novo guitarrista e Rikard Stjernquist ocupa a bateria. Bob Parduba foi escolhido para vocalista. 
Depois de abrirem os concertos de Helloween e Megadeth, a banda esteve para assinar um acordo com uma pequena editora, mas desistiu. Bob Parduba e Christian Lesague deixaram a banda pouco depois.
Sem vocalista e guitarrista, a banda decide focar-se em escrever novo material. No início dos anos 90 o vocalista Daniel Conca e o guitarrista Chris Kostka juntaram-se á banda. 
Em 1994 a banda lançou o single Jeffrey e o álbum Dissident Alliance. A banda foi convidada por Overkill para uma tour europeia, mas Daniel Conca e Chris Kostka abandonaram a banda. 
Em 1997 a banda assinou contrato com a Century Media Records, que lhes oferecia excelentes condições e a oportunidade de trabalhar com o produtor Jim Morris. Nesse mesmo ano apresentaram o álbum The Fourth Judgement.
A banda estava a planear uma tour pela Europa, mas ainda não tinha encontrado um guitarrista. Chris Broderick foi o escolhido.
Em 1999 Jag Panzer participou no Wacken Open Festival, apoiado pela banda Iced Earth.

## Membros

### Actuais
- Harry Conklin - vocais
- Mark Briody - guitarra e teclados
- John Tetley - baixo
- Rikard Stjernquist - bateria
- Joey Tafolla - Guitar

### Antigos
- Chris Broderick - guitarra
- Rick Hilyard - bateria
- Reynold 'Butch' Carlson - bateria
- Bob Parduba - vocais
- Daniel Conca - vocais
- Chris Kostka - guitarra
- Chris Lasegue - guitarra

## Discografia
- 1983 - Tyrants EP
- 1984 - Ample Destruction
- 1994 - Dissident Alliance
- 1997 - The Fourth Judgement
- 1998 - The Age Of Mastery
- 2000 - Thane To The Throne
- 2001 - Mechanized Warfare
- 2004 - Chain Of Command
- 2004 - Casting The Stones
- 2011 - The Scourge of the Light
- 2017 - The Deviant Chord